# Atsushi Fujita
Atsushi Fujita (藤田敦史, Fujita Atsushi ; Shirakawa, 6 november 1976) is een Japanse langeafstandsloper.

## Loopbaan
Fujita beleefde in 1998 zijn eerste internationale optreden op het wereldkampioenschap halve marathon in Uster. Daar behaalde hij een dertigste plaats in 1:02.45. Een jaar later werd hij op de marathon tijdens de wereldkampioenschappen in Sevilla zesde in 2:15.45.
In 2000 won Fujita de marathon van Fukuoka, verbrak met 2:06.51 het bestaande parcoursrecord en liep tegelijkertijd een Aziatisch record. Op de WK in Edmonton werd hij een jaar later twaalfde op de marathon in 2:18.23.
Atsushi Fujita won in 2002 de marathon van Seoel. In 2005 werd hij derde op de marathon van Fukuoka. Het seizoen 2007 begon goed met een overwinning op de Beppu-Oita-Marathon in een tijd van 2:10.23.

## Titels
- Japans kampioen marathon - 2000

## Persoonlijke records
Baan
| Onderdeel | Prestatie | Datum       | Plaats  |
| --------- | --------- | ----------- | ------- |
| 5000 m    | 14.05,1   | 1997        |         |
| 10.000 m  | 28.19,94  | 27 mei 2000 | Nobeoka |

Weg
| Onderdeel      | Prestatie       | Datum            | Plaats   |
| -------------- | --------------- | ---------------- | -------- |
| 15 km          | 43.49           | 4 juli 2004      | Sapporo  |
| 20 km          | 59.03           | 4 juli 2004      | Sapporo  |
| halve marathon | 1:02.12         | 4 juli 2004      | Sapporo  |
| 25 km          | 1:15.00         | 28 februari 2010 | Kumamoto |
| 30 km          | 1:29.46         | 28 februari 2010 | Kumamoto |
| marathon       | 2:06.51 (ex-AR) | 3 december 2000  | Fukuoka  |

## Palmares

### halve marathon
- 1998: 30e WK in Uster - 1:02.45

### marathon
- 1999:  marathon van Otsu - 2:10.07
- 1999: 6e WK in Sevilla - 2:15.45
- 2000:  marathon van Fukuoka - 2:06.51
- 2001: 12e WK in Edmonton - 2:18.23
- 2002:  marathon van Seoel - 2:11.22
- 2005:  marathon van Fukuoka - 2:09.48
- 2005: 10e marathon van Otsu - 2:12.30
- 2006: 8e marathon van Fukuoka - 2:11.50
- 2007: 8e marathon van Fukuoka - 2:11.29
- 2007:  marathon van Beppu Oita - 2:10.23
- 2009: 10e marathon van Tokio - 2:14.00
- 2009: 13e marathon van Berlijn - 2:15.35